# Schloss Seerhausen

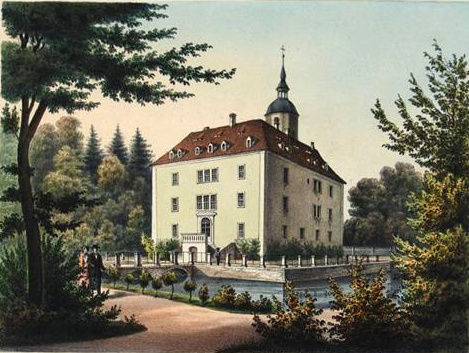
Schloss Seerhausen bis zum Umbau 1874

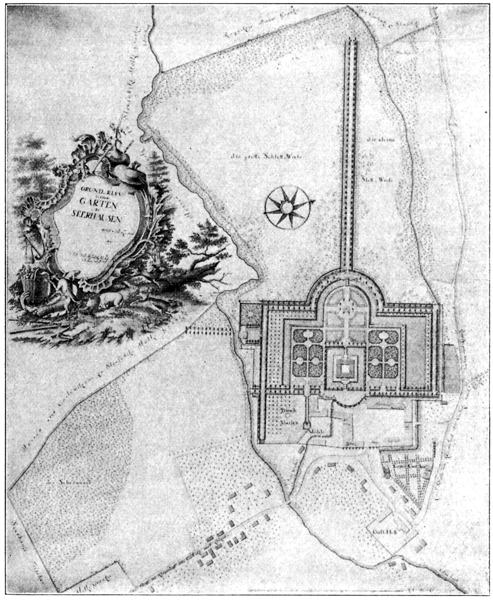
Plan des Schlossparks Seerhausen von 1774

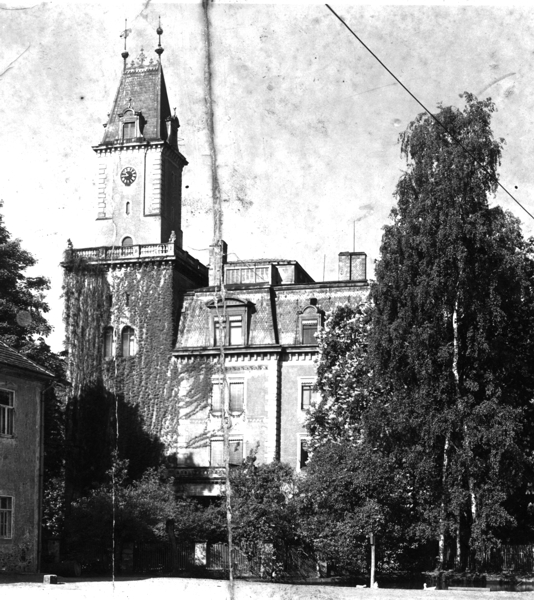
Schloss Seerhausen nach dem Umbau von 1874

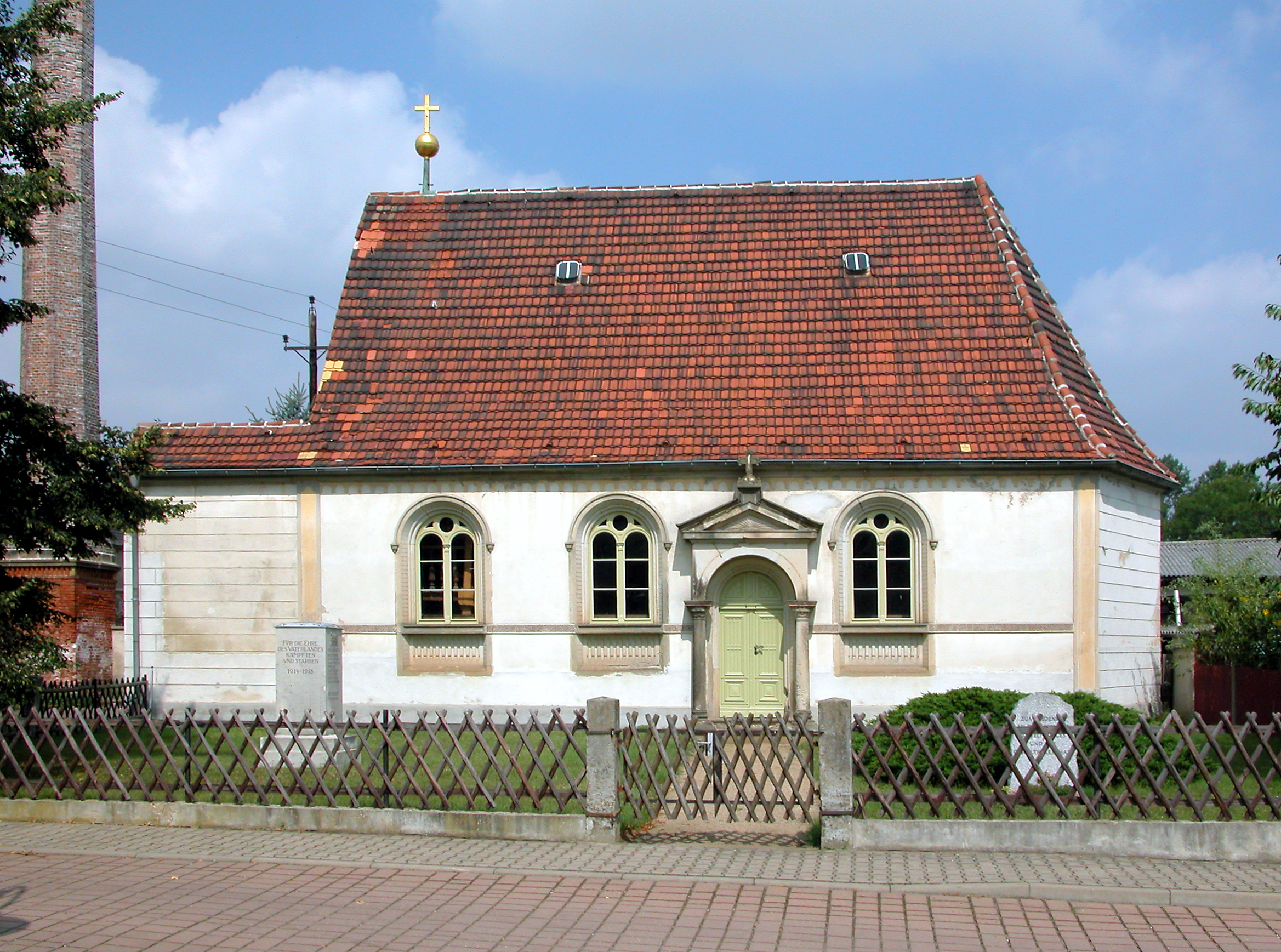
Schlosskapelle Seerhausen

Schloss Seerhausen war der Sitz der Rittergutsbesitzer und Lehensnehmer von Seerhausen. Es wurde am 23. März 1949 gesprengt.

## Geschichte
Das Schloss von Seerhausen soll über tausend Jahre alt gewesen sein. Der älteste Teil war der Turm, wohl ein Wehrturm, worauf die Mauerstärke von drei Metern schließen lässt. Im Laufe der Zeit wurde durch Anbauten ein quadratisches Gebäude mit offenem Innenhof geschaffen.
Die Ersterwähnung Seerhausens im Jahr 1170 (Reinhardus de Serusne, Urkundenbuch des Hochstifts Naumburg I.) lässt darauf schließen, dass in Seerhausen nach dem Sieg Heinrichs I. über die Daleminzier an der Burg Gana ein Wehrschloss zur Bewachung des Übergangs über die Jahna errichtet wurde.
Nach Reinhardus de Serusne ist im Jahr 1221 ein Ullrich von Seruse erwähnt, danach bleiben Schloss und Rittergut Seerhausen bis 1728 in der Familie von Schleinitz. Die letzte Schleinitzer Schlossherrin war Johanne Charlotte von Schleinitz, Ehefrau von Christoph Dietrich Bose dem Jüngeren. Bose ließ den Schlosspark von Seerhausen anlegen, wovon ein Riss von 1696 Zeugnis gibt. Er schaffte auch eine Plastik von Balthasar Permoser an, den „Chronos“, die sich heute im Palais im Großen Garten in Dresden befindet. Der berühmte Hubertusburger Friedensminister Thomas Freiherr von Fritsch kaufte 1729 Schloss und Rittergut Seerhausen. Er ließ den Schlosspark im barocken Stil umgestalten.
Dessen Urenkel Carl Friedrich Christian Wilhelm Paul Freiherr von Fritsch ließ das Schloss durch den Architekten Rudolf Heinrich Burnitz völlig umgestalten. Äußerlich war der Umbau am Abbruch des in der Mitte der Ostseite des Schlosses stehenden Turmes und dessen Neubau am Südostende sowie am neuen (Mansard-)Dach zu erkennen. Der das Schloss umgebende Wassergraben sowie der südliche Spiegelgraben wurden verfüllt. Im Inneren wurde das gesamte Schloss wohnlicher gestaltet. Die alte Turmuhr hatte zwei Glocken, wovon die eine 1556 von Wolfgang Hilliger in Freiberg und die andere 1754 von Johann Gottfried Weinhold in Dresden gegossen wurde. Die Uhr wurde 1874 durch eine neue von M. Bassler aus Lommatzsch ersetzt.
In den letzten Apriltagen des Jahres 1945 wurde das Schloss Seerhausen von zwei Granaten der russischen Artillerie getroffen. Die Schäden waren nicht gravierend, allerdings wurde das Glasdach über dem früher offenen Innenhof zerstört, so dass die dort befindlichen Kunstschätze erheblichen Schaden nahmen. Durch die Bodenreform in der SBZ im September 1945 wurde das Schloss samt Rittergut enteignet. Am 25. September 1945 wurde dem Schlossherrn Hugo Freiherr von Fritsch die Enteignung mitgeteilt. Am 22. Oktober 1945 wurde er gemeinsam mit seiner Stieftochter Renata von Herwarth und seinem Bruder Carlo von Fritsch verhaftet und auf die Insel Rügen deportiert. Im Oktober 1945 war Landesmuseumspfleger Walter Hentschel im Schloss, um die wertvollen Bestände für die Schlossbergungskommission sicherzustellen. Am 2. Februar 1946 wurde das Schloss von den Einwohnern regelrecht geplündert. Was an Kunstgegenständen, Möbeln oder Büchern übrig war, wurde von der Schlossbergungskommission nach Dresden gebracht. Unter den am 6. und 10. Februar 1946 nach Dresden verbrachten Kunstwerken waren neben der wertvollen Bibliothek mit mehr als 3000 Bänden auch Bilder von Anton Graff, Scheenau und Tischbein dem Älteren. Auch das Schloss- und Familienarchiv (11 Meter lfd. Akten) wurde abtransportiert, es befindet sich heute im Staatsarchiv Leipzig. Danach zogen Umsiedler und auch Seerhausener Wohnungslose ins Schloss ein. Nach dem Erlass des Befehls 209 der SMAD zählte Schloss Seerhausen von Anbeginn zu den Abbruchkandidaten. Die dort untergebrachten Menschen mussten Anfang 1948 ihre Zimmer wieder verlassen. Alles Brauchbare wie Türen, Fenster, Parkett oder Dachschiefer wurde ausgebaut und das Schloss am 23. März 1949 gesprengt. Nachdem einige wenige Baumaterialien für Neubauern aus dem Schutt gewonnen waren, lag der Rest des Trümmerhaufens bis zum Ende der 1970er Jahre im Park. Erst dann wurde der Bauschutt größtenteils auf eine Deponie nach Glaubitz gefahren und der Rest zu einem Haufen geschoben, mit Erde abgedeckt und begrünt. Heute kümmert sich der Förderverein Seerhausen gemeinsam mit der Gemeinde Stauchitz in verschiedenen Projekten darum, Schlosshügel und Schlosspark in einem für Besucher sehenswerten Zustand zu erhalten.

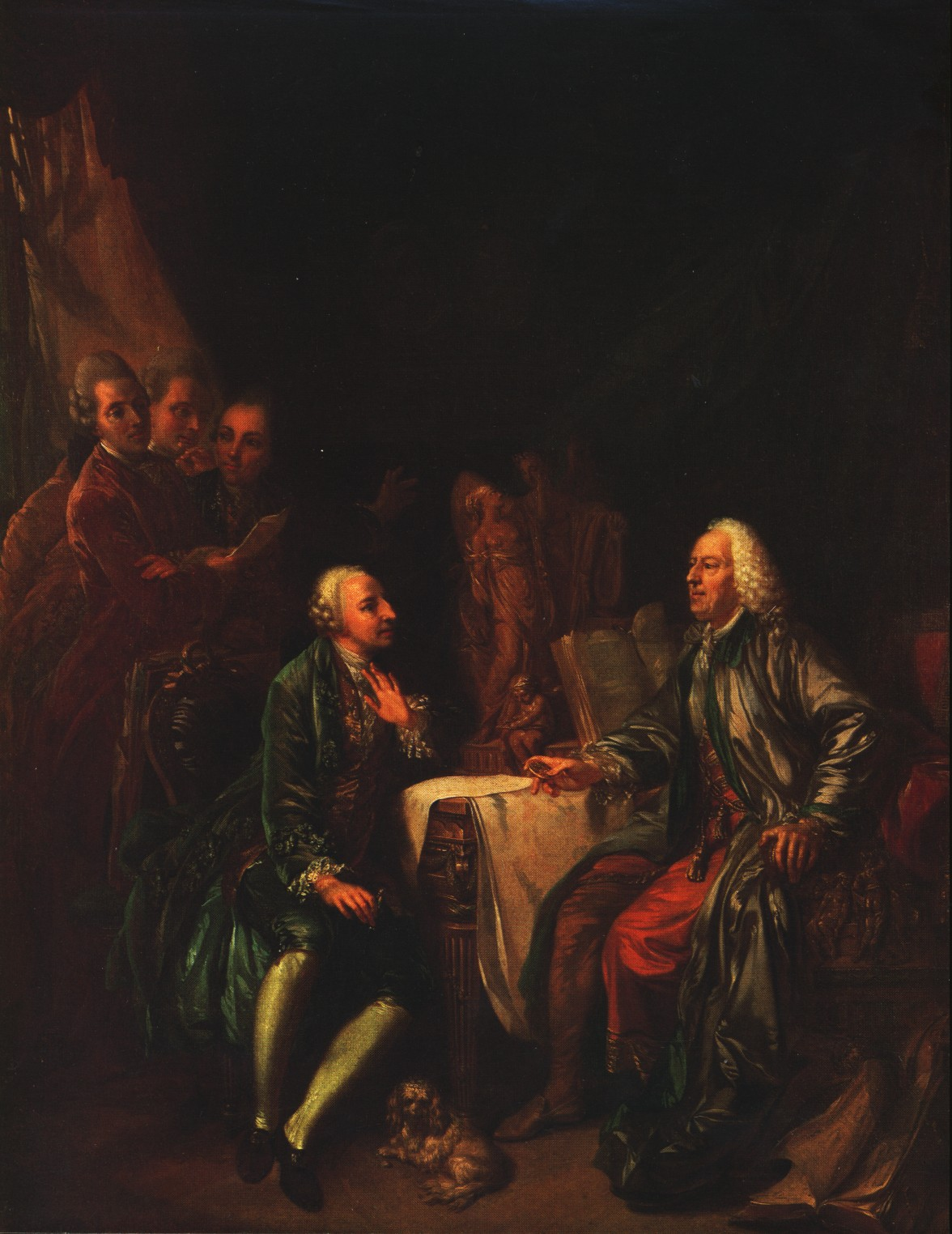
Johann Eleazar Zeissig, genannt Schenau – Das Kunstgespräch (1777). Thomas von Fritsch (r.) im Gespräch mit Christian Ludwig von Hagedorn (l.). Dieses Bild wurde wie über 200 Kunstwerke aus Schloss Seerhausen enteignet und befindet sich heute in der Gemäldegalerie Alte Meister in Dresden.

## Kulturhistorische Bedeutung
Die von Schleinitz (bis 1729) und danach die von Fritsch waren allesamt in der sächsischen bzw. sachsen-weimarschen Politik hochkarätige Staatsbedienstete und damit auch sehr vermögend. Seerhausen war altschriftsässiges Rittergut und der Rittergutsbesitzer damit Vertreter im Sächsischen Landtag. Das Schloss Seerhausen war voll mit Kunstgegenständen, bereits Cornelius Gurlitt beschreibt die Fülle der wertvollen Gemälde und Plastiken. Die Plünderungen der Sowjets zum Ende des Zweiten Weltkrieges, der Einwohner nach dem Abzug der Sowjets und auch der Kommunisten im Zuge der Bodenreform sorgten dafür, dass die Kunstschätze aus Seerhausen teils nach Russland, teils in private Wohnstuben und teils in die Schatzkammern des sächsischen Staates verteilt wurden. Heute ist vieles davon nicht mehr auffindbar.
Fünf Aktenbände des Schlossarchivs mit 256 historisch wertvollen Briefen an Jakob Friedrich von Fritsch und Karl Wilhelm von Fritsch, darunter 25 von Johann Wolfgang von Goethe sowie weitere von Christoph Martin Wieland, Johann Gottfried Herder, Alexander von Humboldt, Carl Bertuch, Christoph Wilhelm Hufeland, der Großherzogin Maria Pawlowna und anderen Weimarer Dichtern und Persönlichkeiten, die 1945 verschwunden waren, konnten durch das Sächsische Staatsarchiv Ende 2011 von einer Erbengemeinschaft erworben werden.